# Рубан, Николай Алексеевич
Николай Алексеевич Рубан (10 мая 1912, Новые Тарасовичи, Минская губерния — 4 июня 1995, Москва) — советский военный деятель, полковник (с 23 апреля 1944).

## Биография
Родился в 1912 году в деревне Ново-Тарасовичи Городковской волости. Член КПСС.
С 1932 года — на хозяйственной, общественной и политической работе. В 1932—1937 гг. — курсант Белорусской объединённой военной школы им. М. И. Калинина в Минске, командир взвода и полуроты 98-го стрелкового полка 33-й стрелковой дивизии, командир роты, батальона в 149-м стрелковом полку 50-й стрелковой дивизии, помощник начальника оперативного отделения штаба 37-й стрелковой дивизии БОВО, участник боевых действий на р. Халхин-Гол, начальник штаба 27-го отдельного добровольческого комсомольского лыжного батальона, помощник начальника, начальник оперативного отделения штаба 133-й стрелковой дивизии, участник Великой Отечественной войны, начальник разведывательного отделения 144-й стрелковой дивизии, помощник начальника 1-го отделения разведывательного отдела штаба 5-й армии, командир 315-м стрелкового полка 19-й стрелковой дивизии, заместитель командира 19-й стрелковой дивизии, и. о. командира 19-й стрелковой дивизии, заместитель командира 36-й гвардейской стрелковой дивизии, и. о. командира 409-й стрелковой дивизии 25-го гвардейского стрелкового корпуса, и. о. командира 36-й гвардейской стрелковой дивизии, командир 50-й стрелковой Запорожско-Кировоградской дивизии, слушатель Высшей военной академии им. К. Е. Ворошилова, командир 48-й отдельной Псковской Краснознаменной стрелковой бригады ПриВО, и. о. командира 376-й горнострелковой дивизии ТуркВО, заместитель командира 39-й стрелковой Тихоокеанской Краснознаменной дивизии 1-й Отдельной Краснознаменной армии, командир 346-м стрелкового полка 63-й стрелковой дивизии, 63-го стрелкового полка 33-й стрелковой дивизии, 414-го отдельного стрелкового полка 25-й армии.
Умер в Москве в 1995 году.

## Сочинения
- Воспоминания Николая Рубана, начальника разведки 144-й стрелковой дивизии: издание посвящается 80-летию битвы за Москву / сост. М. Л. Уранова. — Звенигород: Инициативная волонтёрская группа «Помним своих героев», 2021. — 41 с. ISBN 978-5-600-02965-1